# David Thomson (entrepreneur)
Pour les articles homonymes, voir David Thomson et Thomson.
David Kenneth Roy Thomson, né le 12 juin 1957, 3e baron Thomson de Fleet, est un homme d'affaires canadien. Il est considéré par le magazine Forbes comme la plus importante fortune canadienne. 

## Biographie
David Thomson a d'abord travaillé dans de nombreuses compagnies contrôlées par sa famille. Il a d'abord été gérant d'un magasin La Baie en banlieue de Toronto, puis a été président de la chaîne de magasins Zellers. Il a également fondé la firme d'immobilier Osmington, indépendante de l'empire Thomson. La firme fait aujourd'hui partie du conglomérat qui détient les Jets de Winnipeg, équipe de hockey de la LNH. 
C'est à son père, l'homme d'affaires Kenneth Thomson, dont il hérite en 2006, qu'il doit sa fortune. En 2002, il lui succède à la tête du groupe éditorial The Thomson Corporation, devenu Thomson Reuters en 2008 après le rapprochement avec l'agence de presse Reuters. En tant que fils aîné, il est également le 3e porteur du titre nobiliaire de baron Thomson of Fleet.
En 2012, il est classé dix-septième fortune mondiale avec 25,5 milliards de dollars américains par Forbes, et serait à ce jour l'homme le plus riche du Canada.
Avec son frère, le pilote Peter Thomson et sa sœur, l'actrice Taylor Thomson, ils contrôlent Thomson Reuters à travers une holding appelée The Woodbridge Company.
Vivant à Toronto, David a été fiancé avec l'actrice canadienne Kelly Rowan après un premier divorce.
Il maintient un profil bas dans sa vie publique, n'ayant donné qu'une seule entrevue, en 2006, pour le compte du journaliste James Fitzgerald du New York Times, qui préparait alors un livre sur l'école d'élite torontoise qu'ils ont tous les deux fréquentée. Il y porte un jugement sur ses pairs du milieu des affaires, notamment sur leurs valeurs familiales et leurs liens avec la culture.